# 김주호 (희극인)
김주호(1987년 4월 24일 ~ )는 대한민국의 희극 배우이다.

## 출연작

### 예능
- 코미디빅리그 (tvN)
  - 《구한말 코미디》
  - 《아이러브뺀드》 김혜수(안영미)의 부하1
  - 《초저가 항공》 승객4
- 렛츠고 시간탐험대 (tvN)
- 개그시대 (채널A)
- 조정치 장동민의 2시! (KBS 쿨FM)

### 드라마
- 2015년 KBS 대하드라마《징비록》